# プール (2009年の映画)
『プール』は、2009年9月12日公開の日本映画。
漫画家・桜沢エリカが映画化を前提に書き下ろした原作を基に、監督・大森美香が執った。

## 概要
キャッチコピーは「理由なんて、愛ひとつで十分だ」。タイのチェンマイを舞台に、プールがあるゲストハウスに集った5人の6日間の物語。
小林聡美も主演を務めている映画『めがね』『かもめ食堂』から多くのスタッフを引き継いでいる。
また、小林は劇中歌「君の好きな花」を作詞、作曲、ギター演奏と歌に初挑戦し、本編中でもギターの弾き語りで披露。映画サウンドトラックには小林がソロで歌う「君の好きな花（小林バージョン）」や、「タイヨウ」の小林バージョン「ミナモ」、小林と伽奈と現地のオーディションで採用された子役・シッティチャイ・コンピラと結成したユニット「パクチーズ」による「君の好きな花」も収録された。

## あらすじ
京子（小林聡美）はタイ・チェンマイのゲストハウスで働き、孤児のビー（シッテイチャイ・コンピラ）の世話をみながら過ごしていた。京子の娘・さよ（伽奈）は、4年前に自分と祖母を置いて出ていった母に会うためにタイを訪れた。母へのわだかまりを持っているさよだが、ビーやゲストハウスのオーナー・菊子（もたいまさこ）、従業員の市尾（加瀬亮）との交流の中で心情が変わってゆく。

## キャスト
- 京子 - 小林聡美
- 市尾 - 加瀬亮
- さよ - 伽奈
- ビー - シッテイチャイ・コンピラ
- 菊子 - もたいまさこ

## スタッフ
- 監督・脚本：大森美香
- 原作：桜沢エリカ「プール」（幻冬舎）
- 企画：霞澤花子
- プロデュース：小室秀一、前川えんま、木幡久美
- エグゼクティブプロデューサー：奥田誠治、石原正康
- ラインプロデューサー：関友彦、大塚美里、武藤牧子
- 撮影：谷峰登
- 照明：斉藤徹
- 美術：富田麻友美
- 録音：古谷正志
- 編集：普嶋信一
- スクリプター：天池芳美
- 助監督：Chidchanok Plodripu
- 音楽：金子隆博
- 音楽プロデューサー：平川智司、石井和之
- 音楽協力：日本テレビ音楽
- スタイリスト：堀越絹衣
- ヘアメイク：宮崎智子
- フードコーディネーター：飯島奈美
- 音響効果：西村洋一（東洋音響）
- フォーリーアーティスト：佐々木英世、小川広美、朝倉三紀子
- 主題歌：佐野遊穂（ハンバート ハンバート）「タイヨウ」
- 挿入歌：パクチーズ「君の好きな花」
- ギター指導：西海孝
- 写真：田尾沙織
- コピー：太田恵美
- 予告編制作：スタジオブルー
- 現像：IMAGICA
- スタジオ：日活撮影所
- MA：アオイスタジオ
- 協力：タイ国政府観光庁、タイ国際航空
- 製作委員会（プール商会）メンバー：日本テレビ放送網、バップ、幻冬舎、シャシャ・コーポレイション、パラダイス・カフェ、スールキートス